# Rhodoecia differta
Rhodoecia differta là một loài bướm đêm trong họ Noctuidae.